# El Remolino
El Remolino es una comunidad que está ubicada en el municipio de Juchipila, en el estado de Zacatecas en México. En El Remolino habitan 737 personas y se encuentra a 1220 metros sobre el nivel del mar.
El Remolino como tal fue fundado a finales del siglo XVIII, pero hay indicios de que ya habitaban personas antes de que este fuera fundado.

## Fiestas
Las fiestas patronales del Remolino o como son conocidas satíricamente por los locales; FENARE, se efectúan desde mediados del siglo XIX, en honor a la Santa Cruz. Se realizan el día 3 de mayo; estas fiestas iniciaron con procesiones y danzas el día 3 de mayo, pero al pasar los años se fueron agregando eventos en el teatro del pueblo, juegos mecánicos, entre otros, lo que le ha convertido en una de las fiestas más importantes del municipio de Juchipila. Estas fiestas son organizadas por un Comité que es elegido por el Comité anterior, y tiene como función recaudar fondos con la tradicional lotería de los domingos después de misa, jaripeos, la venta de gorditas sábados y domingos, y algunas cenas, etc.
Esta fiesta se había llevado año con año sin falta hasta el 2009, cuando se declaró la pandemia de influenza AH1N1, cuando las autoridades del estado de Zacatecas prohibieron la realización de cualquier fiesta patronal. Esto provocó el descontento del pueblo, por varias razones como la llegada de turistas estadounidenses para ese evento y sobre todo que se pospusiera para finales de octubre de 2009.

## Principales rasgos de El Remolino

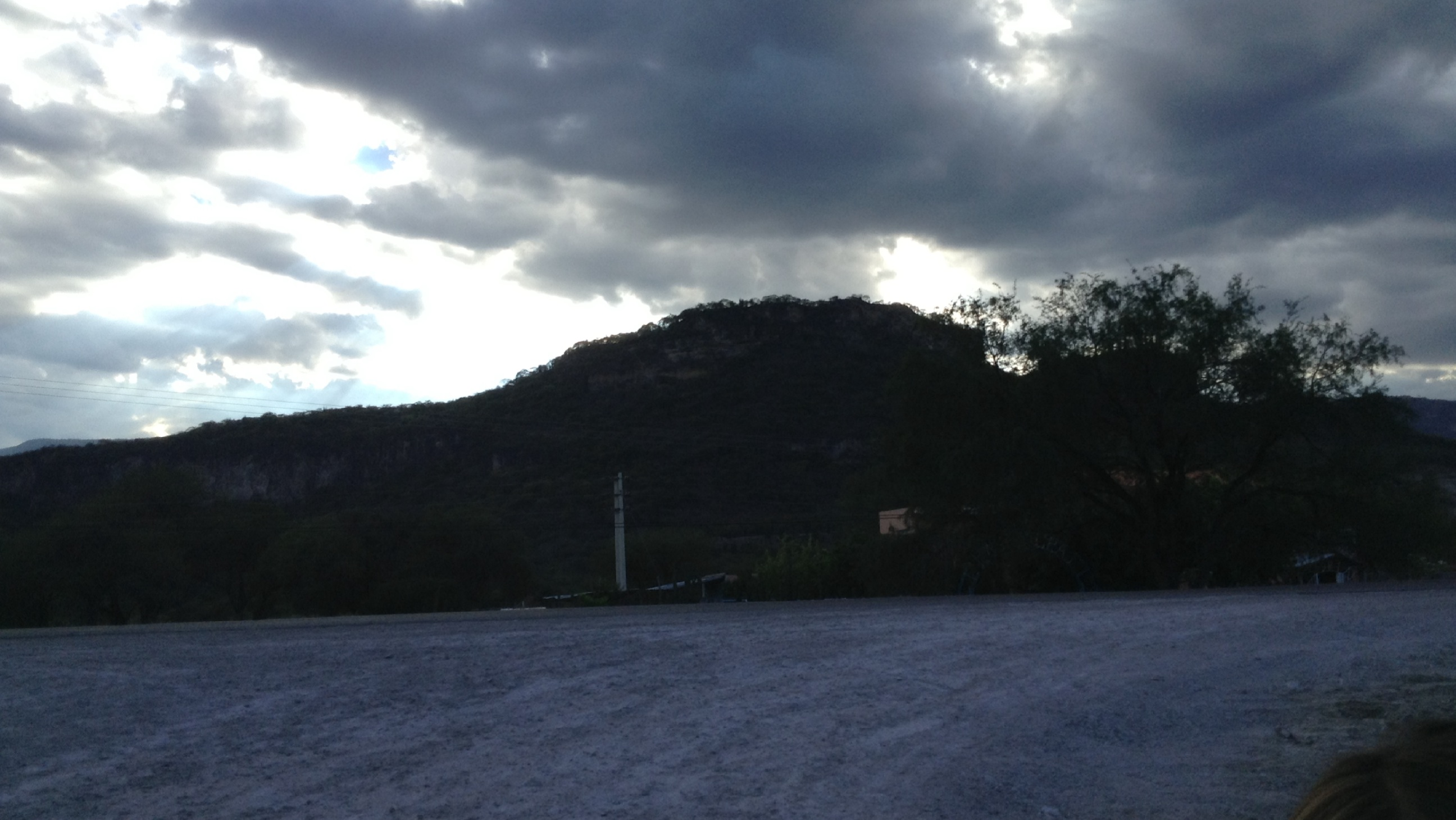
Cerro de las Ventanas El Remolino, Zac.

Uno de los principales atractivos turísticos de El Remolino es el Cerro de las Ventanas, ahí fue el refugio de grupos Caxcanes después de la guerra del Mixtón, ellos dejaron varios vestigios, entre ellos una cueva con paredes cubiertas de cal que simulan ventanas, lo que dio origen al nombre del cerro.
Los principales afluentes de El Remolino son: El Río Juchipila, El arroyo de Amoxochitl, el Arroyo del Jaral, entre otros.
En El Remolino actualmente parte de la población de El Remolino habita en Estados Unidos, sobre todo en la ciudad de Los Ángeles, California.
Con respecto a la educación en El Remolino hay jardín de niños, primaria, telesecundaria, y la Universidad Politécnica del Sur de Zacatecas, lo que benificiara a los habitantes de El Remolino y así evitara en parte la emigración hacia Estados Unidos.
Con respecto al comercio se encuentran varias tiendas de abarrotes, un minisuper, distintos cibers, hotel, restaurante, loncherías, entre otros.

## Fechas relevantes

### 3 de mayo de 2014 (Consagración del templo del Señor de la Esperanza" )
La Misa fue oficiada por el Sr. Obispo J.Trinidad González Rodríguez, auxiliar de Guadalajara, quién realizó el rito de consagración del templo con una serie de signos: unción del altar con el óleo crismal, el fuego del incienso, la colocación de reliquias de Santos Mártires y ungimiento de cada una de las columnas del edificio donde fueron incrustradas unas placas con una cruz, que expresa que ese templo está dedicado y consagrado especialmente para el culto religioso de la Iglesia Católica.